# Milton Vargas
Milton Vargas (Niterói, 17 de fevereiro de 1914 — São Paulo, 12 de maio de 2011) foi um filósofo, engenheiro eletricista e civil brasileiro, especializado em mecânica de solos.

## Biografia
Participou do projeto da Usina hidrelétrica de Tucuruí e, como pesquisador no IPT desde 1938, com contribuições importantes para a disciplina de Mecânica dos Solos. Foi agraciado com o título de doutor honoris causa pela UFRJ, e foi professor doutor emérito da Escola Politécnica da Universidade de São Paulo (EPUSP), maior honraria concedida a um professor da escola, desde 1988.
Participou do Centro Interunidade de História da Ciência da USP, foi membro fundador do Instituto Brasileiro de Filosofia e pertenceu à Academia Paulista de Letras.
Em 1961 fundou, com quatro outros consultores, a Themag Engenharia Ltda que prestou serviços para empresas como as Centrais Elétricas de Urubupungá, DERSA, Fepasa, Eletronorte.  Como diretor e engenheiro responsável da Themag participou da elaboração dos projetos das usinas hidrelétricas de Jupiá, Ilha Solteira, Tucuruí, Paulo Afonso, Itaipu, Porto Primavera e Ilha Grande.
Em 2007 recebeu a Medalha do Conhecimento do Governo Federal.

## Formação[1]
- Engenharia elétrica, Escola Politécnica da USP (1938)
- Engenharia civil, Escola Politécnica da USP (1941)
- Mestrado, Universidade de Harvard (1946)
- Professor catedrático da Escola Politécnica da USP (1952)
- Professor emérito da USP (1988)

## Carreira
- Pesquisador do IPT (1938)
- Um dos primeiros a lecionar Mecânica dos Solos no Brasil, no início dos anos 1940
- Um dos fundadores da ABMS (1950)
- Primeiro presidente da ABMS, até 1952
- Primeiro vice-presidente da ISSMFE para a América do Sul, em 1953

## Publicações
- Introdução à Mecânica dos Solos (1978, ganhador dos prêmios Jabuti e Roberto Simonsen),
- Verdade e Ciência (1981),
- Metodologia da Pesquisa Tecnológica (1985),
- Poesias e Verdade (1991) e
- Para uma Filosofia da Tecnologia (1994).
- mais de 110 artigos em congressos e revistas, dezenas de crônicas sobre Filosofia e História da Ciência na Folha de S.Paulo.
- História da técnica e da tecnologia no Brasil;
- História da ciência e da tecnologia no Brasil: uma súmula.
- Fundações de edifícios

## Homenagem
O Centro Acadêmico de Engenharia Civil (CEC) da Escola Politécnica da USP leva o nome do professor Milton Vargas, em sua homenagem.

## Prêmios
- 1966 - Prêmio Terzaghi da ABMS.
- 1978 - Jabuti e Roberto Simonsen.
- 1988 - Prêmio Eminente Engenheiro do Ano.
- 2007 - Medalha do Conhecimento